# 武田謙蔵
武田 謙蔵（たけだ けんぞう、文政9年（1826年） - 1906年（明治39年）1月2日）は明治時代の和算家。武田流第3世。数理研究舎を経営し、「数理太神」の存在を唱えるなど、独特の数理思想を展開した。

## 概要
陸奥国弘前出身。初名は毛利恵助。江戸で内田五観に和算を学び、1860年代越後国、信濃国須坂、名古屋を遊歴し、大坂に福田理軒を訪れ、武田家塾頭となり、実子武田多則に継ぐ第3世を名乗った。塾は当初、日新流数学館と称したが、明治初頭、数理研究舎と改称した。所在地は大阪市東区瓦町二丁目52番屋敷。
安政元年（1854年）人類に「数理利用の能力」を与える存在として「数理太神」を創祀し、自宅に安置した。1896年（明治29年）1月金刀比羅神社大阪出張所吉田謹次郎に天之御中主神を祭神とする「数理神社」の創建を諮ったが、断られた。
1890年（明治23年）11月21日川北朝鄰に自著『数学本義図説』を送って意見を求め、12月27日来訪を受けて談話した。自説に対する同意は得られなかったものの、1891年（明治24年）5月和算再興のため関流別伝免許を許された。
1906年（明治39年）1月2日南本町八百屋町筋の自宅で死去し、下寺町光明寺に葬られた。法名は徳誉謙徳誠心居士。未亡人ツネ子との間には子女がなく、甥が家を継いだが、塾は途絶した。

## 著書
- 『学生必用明治算経]』 - 1878年（明治11年）1月刊[9]。
- 『真元測量術』[10]
- 『新年数理新撰』[10]
- 『神社建立事件録』[11][12]
- 『数理本義略伝』 - 1896年（明治29年）11月作[13]。
- 『数理真論』[14]
- 『西洋的筆算之主義』[15]
- 『珠算必要論』[16]
- 『算法称平術』 - 元治2年（1865年）1月成立[1]。
- 『日新流稽古目録』[4]
- 『数理研究舎掲題箋』 - 生徒の解答集[4]。
- 『和洋数学比較之弁』[4]
- 『学王真誌』[17]
- 『武田数斎遺筆集』[17]
- 『数理必読或問』[17]
- 「入門人名帳」[17]
- 『算法幼学集』 - 安政元年（1854年）11月成稿[18]。
- 『開橢円類題集解』[19]
- 『幾何学初歩』[20]
- 『三学題林』[21]
- 『算法真元術追加』 - 慶応元年（1865年）成立[22]。
- 『算法数理解』[23]
- 『算法西題東術』[24]
- 『新撰数理弧矢弦底叩』[25]
- 『直菱問題術理起源論』[26]
- 『算法還累術詳解』 - 長野市公文書館野池文書所蔵[27]。

## 思想
武田真元の水戸学的思想を受け継ぎ、人類は「数理太神」によって「数理利用の能力」を与えられており、この神は記紀にいう天之御中主神のことだとした。一切の事物は「数理」によって成立しており、あらゆる学問はその事物において試みられる以上、数学こそがこれらを支配する「学王」であるとし、諸外国から「枝葉」の学問の効用を取り入れつつ、記紀に基づき「数理の本源」を認識し、国体の大道を顧慮することで、初めて「本末」が整い、「体用連貫」が実現すると説いた。
数学には知識を広める「有形数学」と道徳を追究する「無形数学」があり、西洋の数学は「有形数学」に属して知識偏重の傾向があるとして、「無形数学」の必要性を訴えた。菊池大麓が学校教育における珠算の廃止、筆算の専用を論じると、珠算の方が日用計算上優位性があるとして、珠算教育の存続を訴えた。

## 門人
- 沢池安兵衛幸恒 - 盲人[2]。
- 児玉熊太郎 - 医師[2]。